# Chomora
Die Chomora (ukrainisch Хомора) ist ein 114 km langer, linker Nebenfluss des Slutsch in der Ukraine.

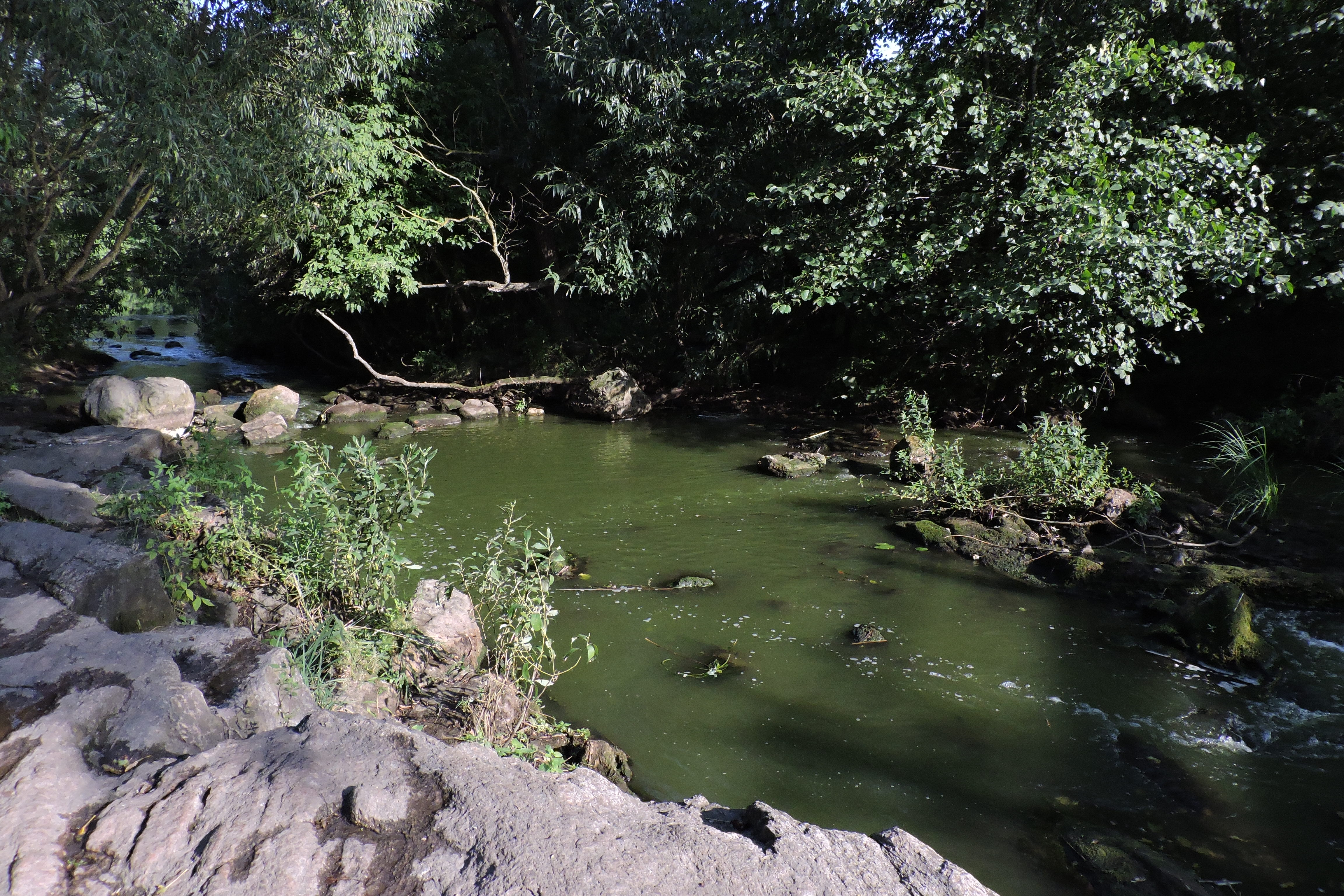
Naturerbestätte der Ukraine, ID: 68-255-5021

Der Fluss im Einzugsgebiet des Dneprs hat ein Einzugsgebiet von 1465 km², ein Gefälle von 0,73 m/ km und einen durchschnittlichen Wasserabfluss von 5,01 m³/ s.
Das Tal der Chomora ist muldenförmig, von der Quelle bis zur Siedlung Hryziw ist es breit und sumpfig, dann schneidet es in kristalline Felsen und verengt sich. Der Fluss ist mäßig gewunden, im Oberlauf 5 bis 8 m und im Unterlauf 20 bis 25 m breit. Im Dezember friert der Fluss ein und im März taut er auf. Am Fluss wurden Stauseen und zahlreiche Teiche gebaut, die zur Wasserversorgung von Polonne und Poninka und die Teichfischzucht genutzt werden.
Der längste rechte Nebenfluss der Chomora ist der 22 km lange Muchowez (Муховець) der ein Einzugsgebiet von 182 km² besitzt und der längste linke Nebenfluss ist die 26 km lange Skrypiwka (Скрипівка) mit einem Einzugsgebiet von 117 km².

## Verlauf
Die Chomora entspringt beim Dorf Kusmynzi (Кузьминці) in der Oblast Chmelnyzkyj und fließt hauptsächlich nach Nordosten durch die Rajone Teofipol, Krassyliw, Isjaslaw und Polonne der Oblast Chmelnyzkyj und den Rajon Baraniwka der Oblast Schytomyr. Sie mündet in der Oblast Schytomyr beim Dorf Markiwka (Марківка; Stadtgemeinde Baraniwka) in den Slutsch. Der Fluss durchfließt die Stadt Polonne, die Siedlungen städtischen Typs Hryziw, Poninka und Perschotrawensk, sowie zahlreiche Dörfer, darunter Nowoselyzja und Koskiw.